# 四渡河大桥
四渡河大桥，位于中國湖北省巴東縣野三关镇，为全长1,105米的一條懸索橋，它是沪渝高速公路的在湖北省内的一部份。大桥主跨为900米，桥面宽24.5米，双向四车道；大桥恩施岸索塔高118.2米，宜昌岸索塔高113.6米，桥面距谷底496米，在杭瑞高速北盘江第一桥建成以前，是世界上桥面高度最高的桥梁。在施工过程中，是中国首次选用火箭抛绳进行先导索过峡谷。大桥于2004年8月20日开工，2006年7月31日主塔封顶，2009年11月15日建成通车。

## 地理位置
四渡河特大桥地处湖北宜昌市与恩施土家族苗族自治州交界处，坐落于鄂西武陵山脉的崇山峻岭中。大桥东接宜昌，西连恩施，在沪蓉西高速（现称沪渝高速）中列属第16标段，是全线的关键控制项目之一。沪渝高速公路湖北段处于云贵高原东北部的鄂西高原，山高坡陡，地形起伏频繁，修建难度极大。长江在高速公路北侧约50公里处流过，形成举世闻名的长江三峡。南侧则是被称为“中国最难修铁路”的宜万铁路。
四渡河为清江北岸二级支流，暴涨暴落，流量变化大，为常年性河流，但洪水对桥位无影响。桥址区位于构造溶蚀峰丛峡谷地貌单元，四渡河峡谷深切，两岸地形陡峻，悬崖矗立，高差约500米，河谷宽20～30米。宜昌岸的坡度为40°～70°，恩施岸坡度在75°～90°之间。峡谷两岸岩体裂隙不发育，岩性坚硬，整体稳定性及持力层条件较好。
大桥所跨越的峡谷宽度达600米，谷内人迹罕至，飞鸟难渡，不适合设立桥墩，因此要求主跨采用较大的跨径。经综合考虑，桥梁采用900米单跨双铰钢桁梁悬索桥方案。

## 结构和设计
四渡河特大桥的跨径布置为900米+5×40米。主跨采用跨度为900米的钢桁架悬索桥，恩施岸的引桥采用5孔跨径为40米的T梁，先简支后连续。两岸索塔为门架式。恩施岸索塔高118.2米，宜昌岸索塔高113.6米。
大桥的宜昌岸地形险峻，桥与公路隧道直接连接。宜昌岸为隧道式锚碇，分布隧道两侧，利用锚体围岩抵抗巨大的缆索拉力。恩施岸为普通的重力式锚碇。
主缆采用预制平行钢丝索股，理论主跨径900米，矢跨比1：10。主缆两根，每根主缆由127股，每股127丝镀锌高强度钢丝组成，每股钢丝的直径为5.1毫米。
加劲梁采用华伦式钢桁梁，桁高6.5米，桁宽26.0米。全桥共分71个节段组拼安装，节段吊装长度12.8米，最大吊装重量91.6吨。

## 特点
- 桥面与峡底的高差496米，2009--2016年的世界第一高桥，现在的世界第一高桥为花江峡谷大桥。
- 宜昌岸桥隧相接，采用隧道式锚碇，锚碇单缆拉力2万吨，是中国最大规模的悬索桥隧道式锚碇之一[8]。
- 隧道锚位于分叉式公路隧道上方，与公路隧道的最小距离23米，相互影响复杂，世界上尚无先例[8]。
- 借助火箭弹发射先导索过峡谷，开创了世界建桥史上的先河[8]。

## 图集

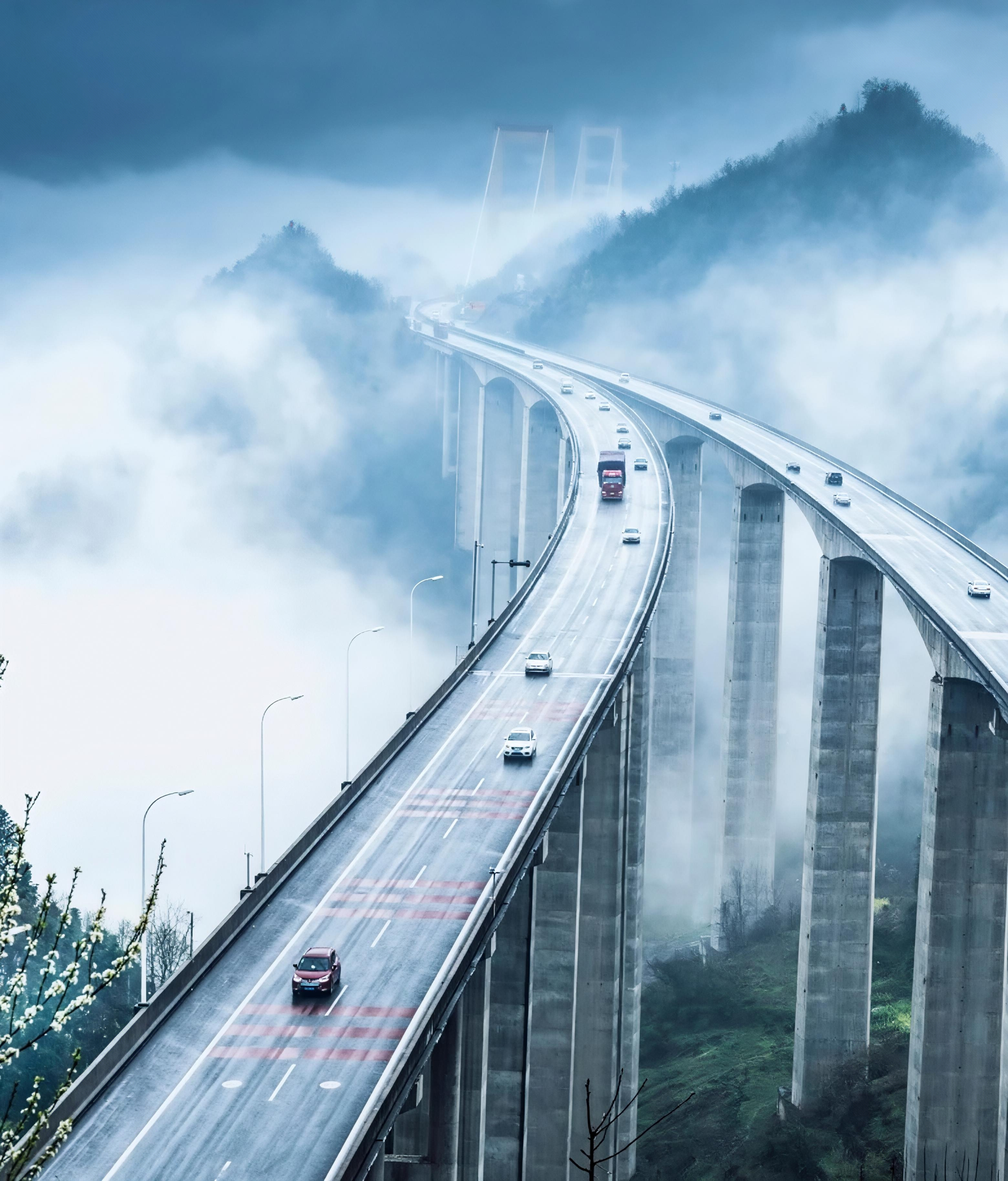
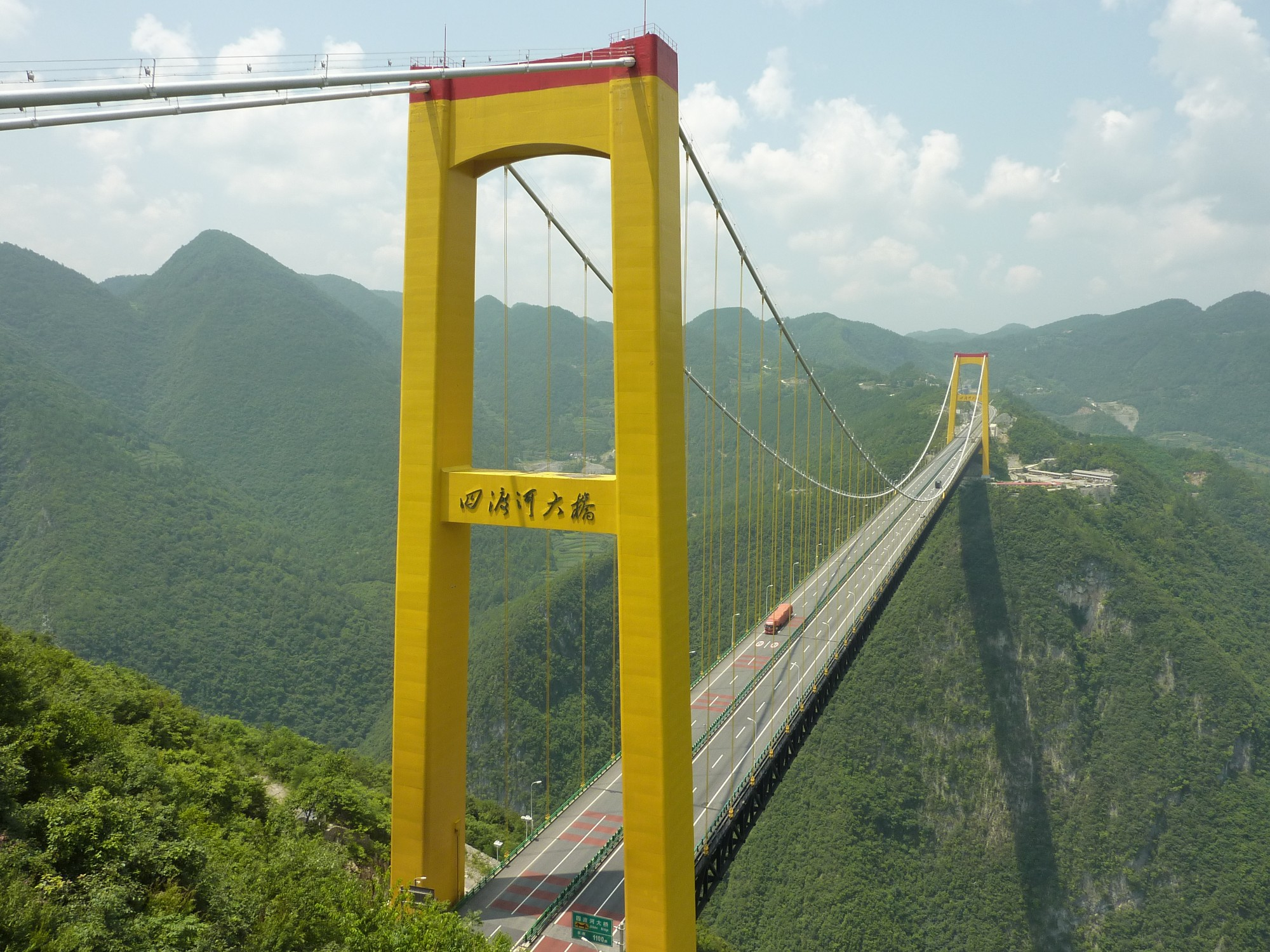
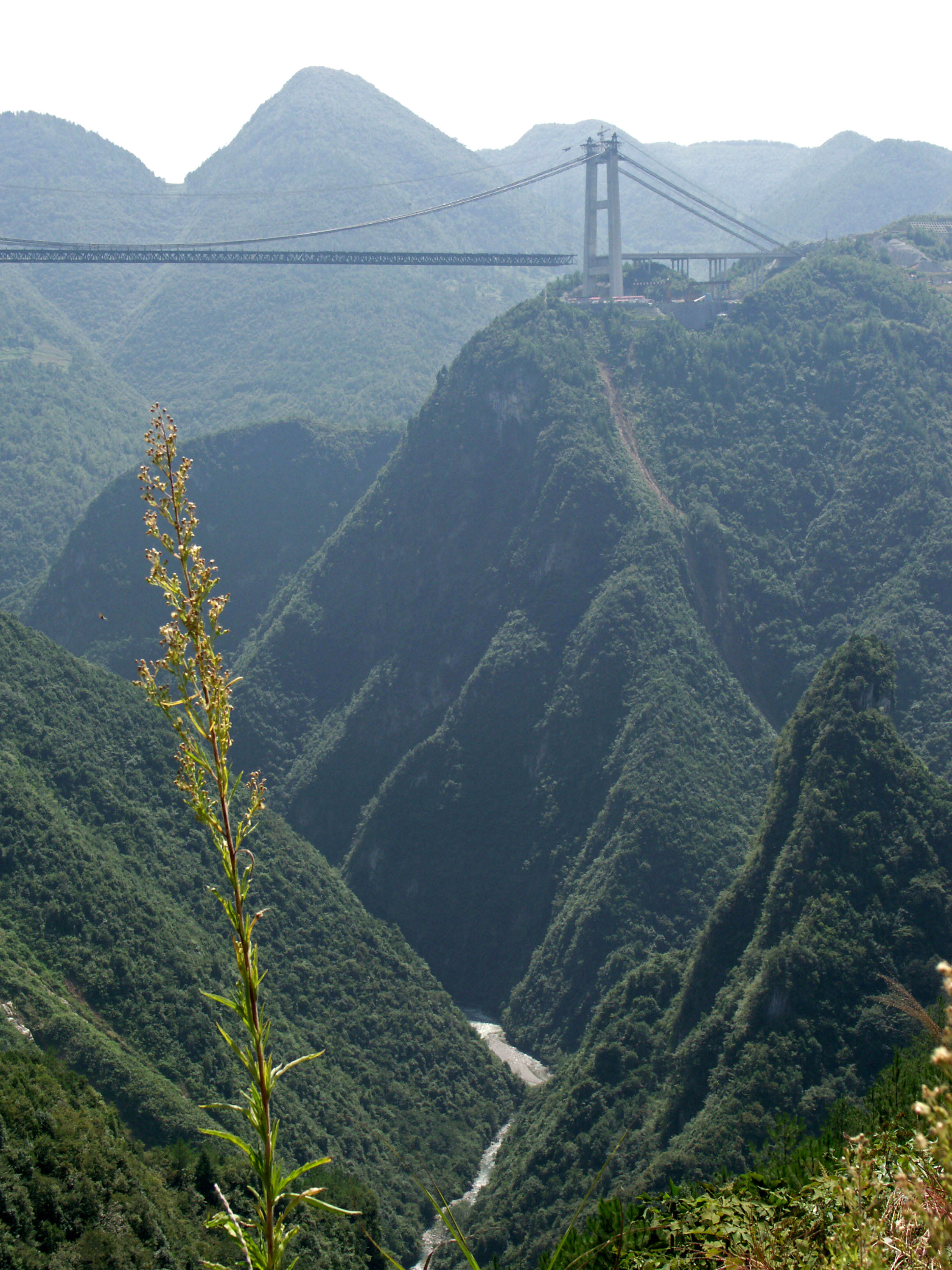
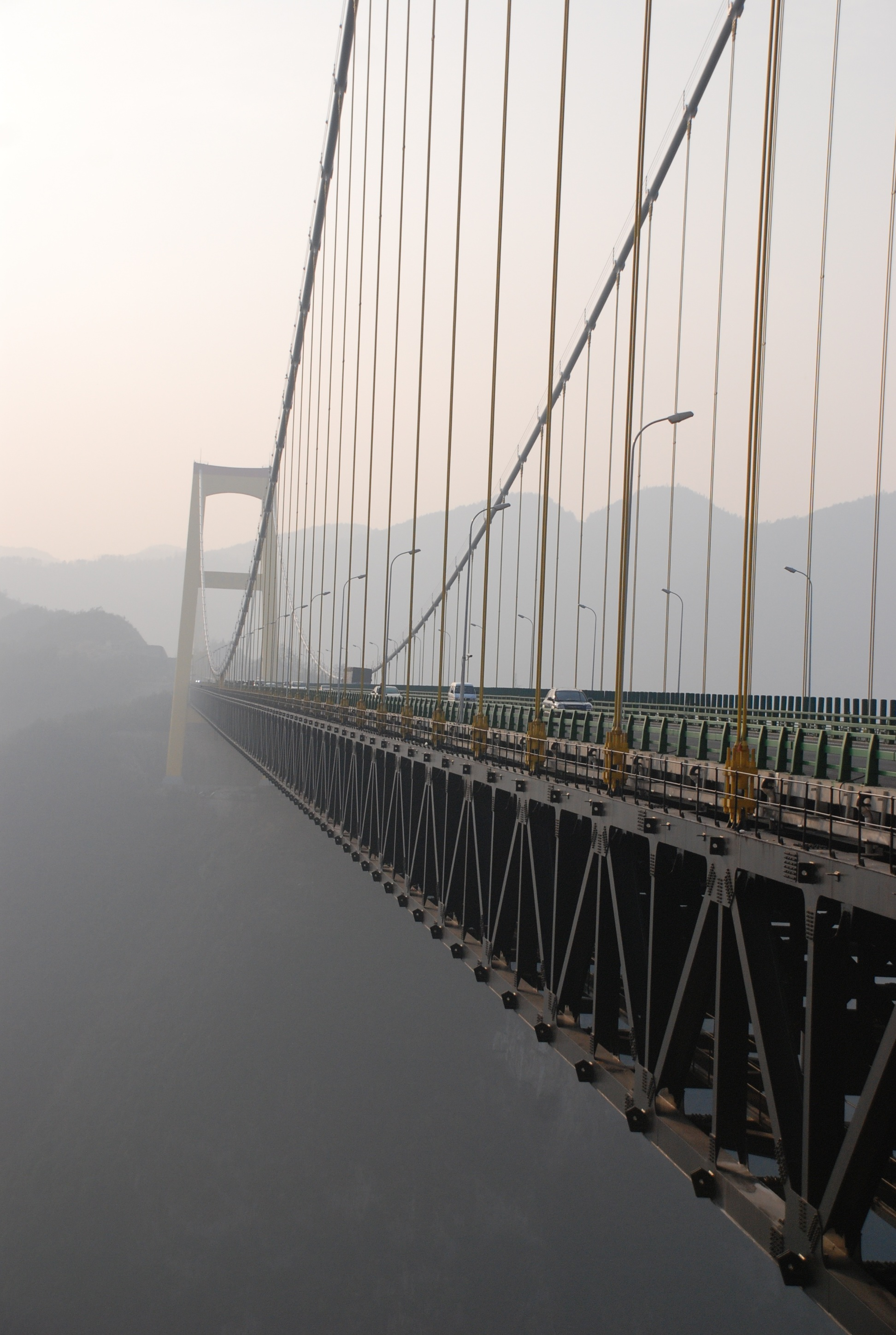